# Roman Vlad
Roman Vlad (n. 29 decembrie 1919, Cernăuți, România – d. 21 septembrie 2013, Roma, Italia) a fost un compozitor, muzicolog și pianist român, naturalizat italian.

## Biografie
Roman Vlad s-a născut în orașul Cernăuți, România actualmente în Ucraina. A studiat pianul la Conservatorul din orașul natal. În 1938 imigrează în Italia, la Roma unde primește cetățenia italiană în anul 1951. A continuat studiile la Accademia nazionale di Santa Cecilia din Roma cu Alfredo Casella unde obține diploma în anul 1942. În același an obține Premiul George Enescu cu una dintre compozițiile sale.
După al doilea război mondial, Roman Vlad și-a continuat activitatea de pianist concertist și compozitor, în paralel devenind unul din cei mai apreciați muzicologi, susținând conferințe și cursuri de muzicologie în toată Europa, în SUA și în Japonia; între 1954-1955 a susținut cursuri de muzicologie la Summer School of Music în Dartington Hall.
Roman Vlad a fost o personalitate importantă în lumea muzicală italiană și nu numai: director artistic al Academia Filarmonica Romana între anii 1955-1958 și 1966-1969, co-director al secțiunii muzicale din Enciclopedia dello Spettacolo (1958-1962), Președinte al Societății Italiene de Muzică Contemporană (1960), director artistic al Maggio Musicale în 1964 și al Teatrului Comunal din Florența (1968-1972), a fost Președinte al Società Aquilana dei Concerti (1973-1992), superintendent al Operei din Roma și director artistic la Scala din Milano. Începând cu anul 1967 a fost co-director al Nuova Rivista Musicale Italiana, între anii 1973-1989 a fost director artistic al Orchestrei Simfonice RAI din Torino. Între anii 1980-1982 și 1990-1994 a fost Președintele CISAC (Confédération Internationale des Auteurs et Compositeurs) iar din 1987 până în 1993 a fost Președinte al SIAE (Società Italiana degli Autori ed Editori). A compus coloana sonoră a peste 20 de filme, în 1950 primind premiul Nastro d'Argento pentru partiturile sale cinematografice.
Pe parcursul lungii sale cariere a primit numeroase recunoașteri oficiale printre care: Doctor Honoris Causa al National University of Ireland (1974), membru al Koninlijke Academie voor Wetenschappen, Letteren en Schone Kunsten din Belgia, Commandeur des Arts et des Lettres à l'Académie des Arts et des Lettres în Franța.
A fost Președintele de Onoare al ediției 2001 a Festivalului și Concursului Internațional „George Enescu”.